# 1996年世界短道速滑团体锦标赛
1996年世界短道速滑团体锦标赛于1996年3月28日-1996年3月31日在美国普莱西德湖举行。世界短道速滑团体锦标赛由国际滑冰联盟主办，该组织还举办速度滑冰和花样滑冰世界杯和锦标赛。
男女各七支队伍，每队四名选手参加500米和1000米，前四名分别获得5、3、2、1分；每队有两名选手参加3000米，前七名分别获得8、6、5、4、3、2、1分；每场预赛由不同国家的选手组成，总成绩最好的四队晋级接力，接力前四分别获得13、7、5、3分；一旦犯规，赋予0分。

## 比赛结果
| 项目 | 金牌                                                                                           | 银牌                                                                                               | 铜牌                                                                                                 |
| 男子 | 加拿大 · 弗雷德里克·布莱克本 · 德里克·坎贝尔 · 马克·加尼翁 · 布莱斯·霍尔贝克 · 弗朗索瓦·德罗莱 | · 李尚俊 · 金东圣 · 蔡智薰 · 金善台                                                                | 義大利 · 奥拉齐奥·法戈内 · 尼古拉·弗兰切斯基纳 · 米尔科·维耶尔曼 · 米凯莱·安东尼奥利 · 法比奥·卡尔塔 |
| 女子 | · 元蕙敬 · 全利卿 · 安尚美 · 金润美 · 金昭希                                                   | 義大利 · 玛拉·乌尔巴尼 · 马里内拉·坎克利尼 · 卡蒂亚·科尔图里 · 埃维琳娜·罗迪加里 · 芭芭拉·巴尔迪瑟 | 美国 · 朱莉·戈斯科维奇·昆斯 · 艾琳·格里森 · 埃米·彼得森 · 艾琳·波特 · 卡伦·卡什曼                    |

## 积分排名

### 男子
| 排名 | 国家   | 分数 |
| ---- | ------ | ---- |
| 金牌 | 加拿大 | 58   |
| 銀牌 |        | 42   |
| 銅牌 | 義大利 | 39   |
| 4    | 美国   | 29   |
| 5    | 中国   | 24   |
| 6    | 法國   | 23   |
| 7    | 匈牙利 | 17   |

### 女子
| 排名 | 国家   | 分数 |
| ---- | ------ | ---- |
| 金牌 |        | 50   |
| 銀牌 | 義大利 | 48   |
| 銅牌 | 美国   | 34   |
| 4    | 加拿大 | 33   |
| 5    | 中国   | 25   |
| 6    | 日本   | 24   |
| 7    | 荷蘭   | 17   |

## 另请参阅
- 1996年世界短道速滑锦标赛